# Nogometni kup Federacije BiH
Nogometni kup Federacije Bosne i Hercegovine (također i Kup FBiH) je nogometno kup-natjecanje za seniorske klubove koje organizira Nogometni savez FBiH.

## Format natjecanja
Kup Federacije BiH je kup-natjecanje koje se igra u dva kruga, na jednu utakmicu. Nema konačnog pobjednika, nego pobjednici drugog kruga nastavljaju kup-natjecanje u šesnaestini završnice Kupa Bosne i Hercegovine. 

U Kupu FBiH nastupaju 32 kluba i to (stanje za 2016./17.):
- 16 klubova – članova Prve lige BiH, ulaze u ntjecanje u drugom krugu
- 10 pobjednika županijskih (kantonlnih) kupova županija Federacije BiH
- 6 finalista županijskih kupova (iz šest županija koje imaju veći broj registriranih klubova)

Županijski kupovi se igraju uglavnom prije samog kupa FBiH – tijekom proljetnog dijela sezone ili u ljeto, a u njima sudjeluju klubovi koji igraju u Drugoj ligi Federacije BiH, županijskim ligama te općinskim ligama. 

## Kupovi FBiH (1998. – 2001.)
Do 2000. godine na području Federacije BiH su postojala dva kupa – Kup NS BiH (za bošnjačke klubove) i Kup Herceg-Bosne uz Kup Republike Srpske. Kako bi mogl nastupiti u europskim natjecanjima, uvjet je bio održavanje zajedničke završnice kupa, ali su klubovi iz Republike Srpske su odbili sudjelovanje, te je to praktično bio kup FBiH. Za 2000./01. je krenuo kup za Federaciju, ali je došlo do sporazuma sa srpskim klubovima i Nogometnim savezom Republike Srpske, pa je natjecanje dovršeno kao zajedničko za cijelo područje Bosne i Hercegovine.
| sezona      | pobjednik            | rezultati     | poraženi      | napomene                                                         |
| ----------- | -------------------- | ------------- | ------------- | ---------------------------------------------------------------- |
| 1997./98.   | Sarajevo             | 0:0, 1:0      | Orašje        | pobjednici kupova NS BiH i Herceg-Bosne                          |
| 1998./99.   | nije igrano          | nije igrano   | nije igrano   | nije igrano                                                      |
| 1999./2000. | Željezničar Sarajevo | mini-liga     | Sloboda Tuzla | 4 momčadi iz kupa NS BiH i 2 iz kupa Herceg-Bosne                |
| 2000./01.   | nije završeno        | nije završeno | nije završeno | odigrana dva kola, poslije uključeni klubovi iz Republike Srpske |

## Poveznice
- Nogometni savez Federacije BiH
- Nogometni kup FBiH 2016./17.
- Nogometni kup FBiH 2017./18.
- Nogometni kup FBiH 2018./19.
- Nogometni kup FBiH 2019./20.
- Nogometni kup Bosne i Hercegovine
- Nogometni kup Herceg-Bosne
- Nogometni kup Republike Srpske
- Kup NS BiH (1994. – 2000.)